# Malassezia slooffiae
Malassezia slooffiae är en svampart som beskrevs av J. Guillot, Midgley & E. Guého 1996. Malassezia slooffiae ingår i släktet Malassezia, ordningen Malasseziales, divisionen basidiesvampar och riket svampar.   Inga underarter finns listade i Catalogue of Life.